# Auslandsetappen des Giro d’Italia
Der Giro d’Italia hat in seiner über 100-jährigen Geschichte 19 Länder außerhalb Italiens besucht. Die Auslandsetappen des Giro d’Italia sind unten aufgeführt. Die Liste ist auf dem aktuellen Stand nach dem Giro 2025.

## Hintergründe

Route des Giro 2010 mit Start in den Niederlanden. Auf der vorletzten Etappe wurde das schweizerische Puschlav durchfahren.

Vor dem Zweiten Weltkrieg überschritt der Giro d’Italia nur selten die Grenzen zum Ausland. Ausnahmen waren das grenznahe französische Roya-Tal (1910 und 1911), San Marino (1932) und der schweizerische Kanton Tessin, der mehrmals durchquert wurde. Locarno war 1938 Haltepunkt zwischen zwei Halbetappen. Wiederholt wurden Gebiete besucht, die nach 1945 an Jugoslawien verlorengingen und heute zu Slowenien und Kroatien gehören.
In der Nachkriegszeit wurden Auslandsbesuche zum Regelfall, wenngleich nicht mit derselben Häufigkeit wie bei der Tour de France. Einen Sonderfall bildete Triest, das nach 1945 zunächst getrennt verwaltet und zeitweilig ein so genanntes Freies Territorium bildete. 1946 setzte der Giro eine Etappe nach Triest ins Programm, die an der Grenze aufgrund gewaltsamer Proteste pro-jugoslawischer Demonstranten gestoppt wurde. Einige Fahrer setzten die Etappe in Eigeninitiative fort. 1951 konnte eine reguläre Etappe nach Triest stattfinden.
1961, zum 100-jährigen Bestehen Italiens, waren Besuche aller vier alpinen Nachbarländer geplant. Aus verschiedenen Gründen durchquerte der Giro jedoch letztlich nur Frankreich. 1973 entfernte sich der Giro mit einem Start im belgischen Verviers erstmals von Italien und seinen Nachbarländern. Die auch als Giro d’Europa titulierte Ausgabe besuchte neben Belgien auch die Niederlande, Deutschland, Luxemburg, Frankreich und die Schweiz, was zur Einführung des Euros beim Giro 2002 in ähnlicher Form wiederholt wurde. Seit 1996 wurden weit entfernte Starts alle paar Jahre zum Regelfall, wobei der Giro im Gegensatz zur Tour de France auch radsportlich weniger bekannte Länder wie Griechenland (1996), Israel (2018), Ungarn (2022) oder Albanien (2025) aufsuchte.

## Statistiken
Bis einschließlich der Austragung 2025 hat der Giro 19 Länder außerhalb Italiens besucht und damit mehr als die Tour de France. Am häufigsten waren die Schweiz und San Marino Gastgeber des Giro, jeweils über 25 Mal. Der Auftakt des Giro fand bislang 15 Mal im Ausland statt, und zwar in 12 verschiedenen Ländern; mehrfach berücksichtigt wurden lediglich die Niederlande (dreimal) und Belgien (zweimal). Die meisten Länder bei einem Giro (sechs außer Italien) wurden 1973 besucht; der Giro d’Europa durchquerte die ursprünglichen EG-Partnerländer Italiens sowie die Schweiz.
Von bisher 108 Austragungen des Giro fanden 66 mit Auslandsbeteiligung statt. Dabei lassen sich drei Phasen unterscheiden:
- Vor 1945 wurden bei 28 Austragungen nur 7 Mal die damaligen Grenzen Italiens überschritten.
- Von 1946 bis 2000 gab es bei 55 Austragungen 38 mit Auslandsbeteiligung.
- Seit 2001 gab es 25 Austragungen, von denen sich nur eine (2003) von vornherein auf Italien beschränkte. Bei drei weiteren (2005, 2020, 2024) mussten Auslandsbesuche kurzfristig gestrichen werden.

Insgesamt gab es bei allen bisherigen Ausgaben 2116 Etappen, inklusive Prologen und Halbetappen. Von diesen verliefen 45 Etappen ganz und 118 Etappen teilweise im Ausland (ohne Freies Territorium Triest).
Die Etappen mit den häufigsten Grenzüberquerungen waren die 11. Etappe von 2001 (neunmal) und die 15. Etappe 2021 (achtmal), die beide in der zwischen Italien und Slowenien geteilten Stadt Gorizia bzw. Nova Gorica endeten und mehrfach zwischen den Stadtteilen wechselten. Drei verschiedene Länder in derselben Etappe gab es mehrfach, davon zweimal (1973, 2002) ohne italienische Beteiligung.
Häufigster Etappenort im Ausland war bei weitem San Marino (13 Mal). Bei vier verschiedenen Giros waren Briançon und Lienz Etappenort. Neben San Marino ist das Tessin, davon insbesondere das Sottoceneri, die am häufigsten durchquerte ausländische Region.

## Liste der Auslandsetappen
Die untenstehende Liste führt diejenigen Giro-Etappen auf, die sich ganz oder teilweise außerhalb Italien abspielten. Sie ist nach Ländern gegliedert; Etappen, an denen mehrere Länder außerhalb Italiens beteiligt waren, sind daher mehrfach aufgeführt.
Auf eine detaillierte Darstellung des Etappenverlaufs wurde verzichtet, dieser ist besser in den Artikeln zu den einzelnen Giro-Ausgaben bzw. -Etappen bzw. in den einschlägigen Quellen ersichtlich. Die Spalte Bemerkungen enthält insbesondere folgende Angaben:
- Spezielle Austragungsformen: Prolog, Einzelzeitfahren oder Mannschaftszeitfahren
- So eine Etappe den Auftakt zum Giro bildete, ist dies mit Grande Partenza vermerkt.
- Bei identischem Start- und Zielort ist angegeben, ob und wie weit die Etappe über diesen Ort hinaus ging.
- Bei mehrfachen Grenzüberschreitungen sind die markantesten Orte in den durchquerten Ländern angegeben.

Im Abschnitt über ein gegebenes Land A kennzeichnet die Hintergrundfarbe einer Zeile folgende Eigenschaften:
| Etappenziel in Land A nach Start in einem anderen Land.        |
| Etappenstart in Land A, Ziel in einem anderen Land.            |
| Die gesamte Etappe war in Land A.                              |
| Start und Ziel, aber nicht die gesamte Etappe waren in Land A. |
| Teile der Etappe, aber weder Start noch Ziel waren in Land A.  |

### Albanien
2025 fand der Start des Giro in Albanien statt. Die Durchführung der drei Etappen stand zwischenzeitlich in Frage, nachdem die Präsentation des Giro-Parcours im Herbst 2024 kurzfristig abgesagt worden war, was Beobachter auf Meinungsverschiedenheiten bezüglich der italienisch-albanischen Flüchtlingspolitik sowie die Berichterstattung der RCS MediaGroup über dieselbe zurückführten.
| Jahr | Etappe | Start  | Ziel   | Bemerkung                |
| ---- | ------ | ------ | ------ | ------------------------ |
| 2025 | 1      | Durrës | Tirana | Grande Partenza          |
| 2025 | 2      | Tirana | Tirana | Einzelzeitfahren vor Ort |
| 2025 | 3      | Vlora  | Vlora  | Etappe über Llogara-Pass |

### Belgien

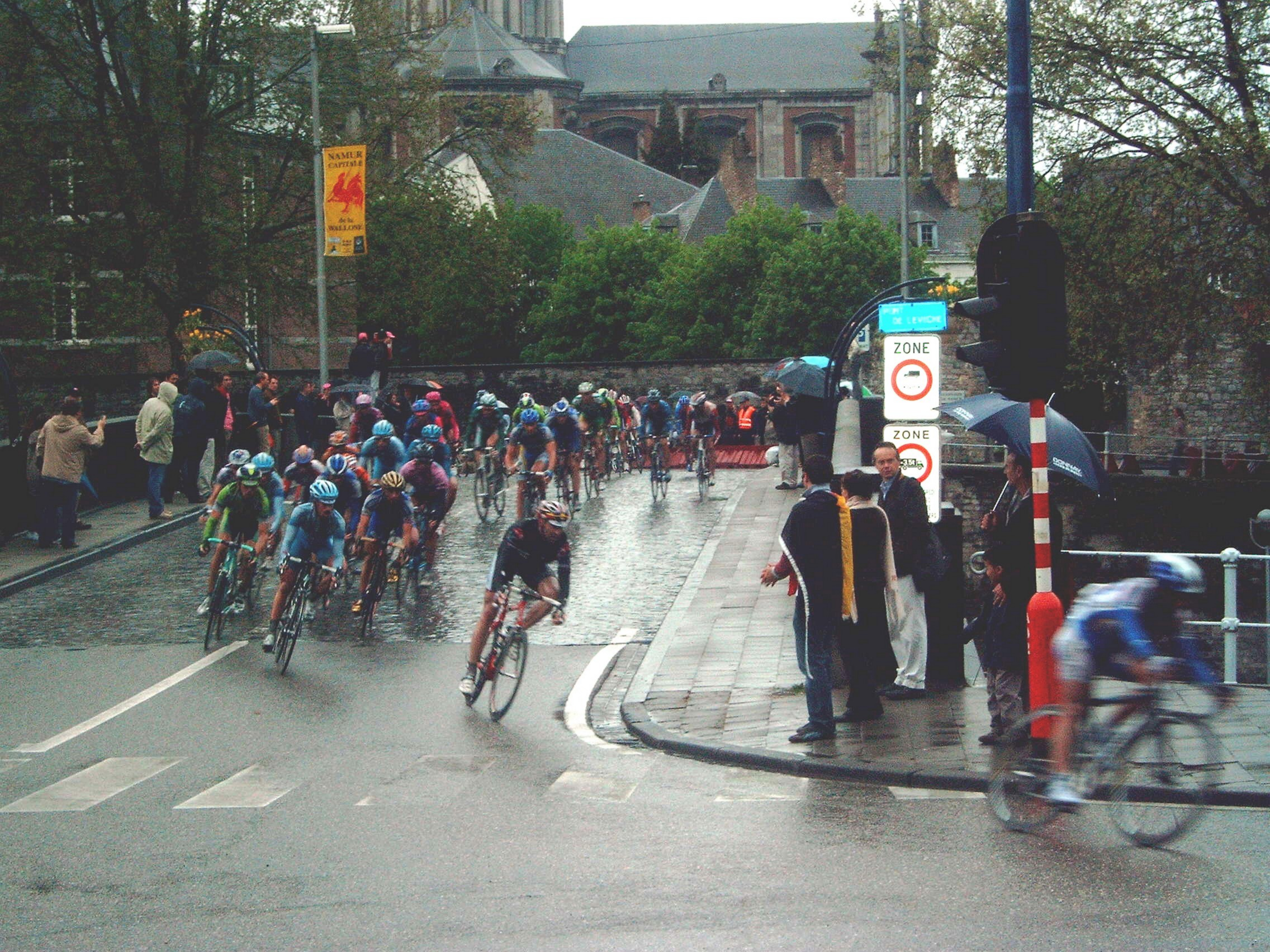
Die 3. Etappe 2006 in Namur

Belgien veranstaltete 1973 und 2006 den Start des Giros. Außerdem wurde das Land 2002 durchquert. Die Giros von 1973 und 2002 besuchten die sechs ursprünglichen EG-Partnerländer. Die Giro-Auftakt 2006 war hingegen auf Belgien konzentriert, mit vier statt der sonst üblichen drei Etappen bei solchen Anlässen. Alle bisherigen Etappen fanden im wallonischen Landesteil statt. Das Ende der 2. Etappe 2002 war identisch mit dem damaligen Finale von Lüttich–Bastogne–Lüttich.
| Jahr | Etappe | Start    | Ziel      | Bemerkung                                  |
| ---- | ------ | -------- | --------- | ------------------------------------------ |
| 1973 | P      | Verviers | Verviers  | Grande Partenza, Prolog als Paarzeitfahren |
| 1973 | 1      | Verviers | Köln      | über Vaals                                 |
| 2002 | 2      | Köln     | Ans       |                                            |
| 2002 | 3      | Verviers | Esch      |                                            |
| 2006 | 1      | Seraing  | Seraing   | Grande Partenza, Einzelzeitfahren vor Ort  |
| 2006 | 2      | Mons     | Charleroi |                                            |
| 2006 | 3      | Perwez   | Namur     |                                            |
| 2006 | 4      | Wanze    | Hotton    |                                            |

### Dänemark

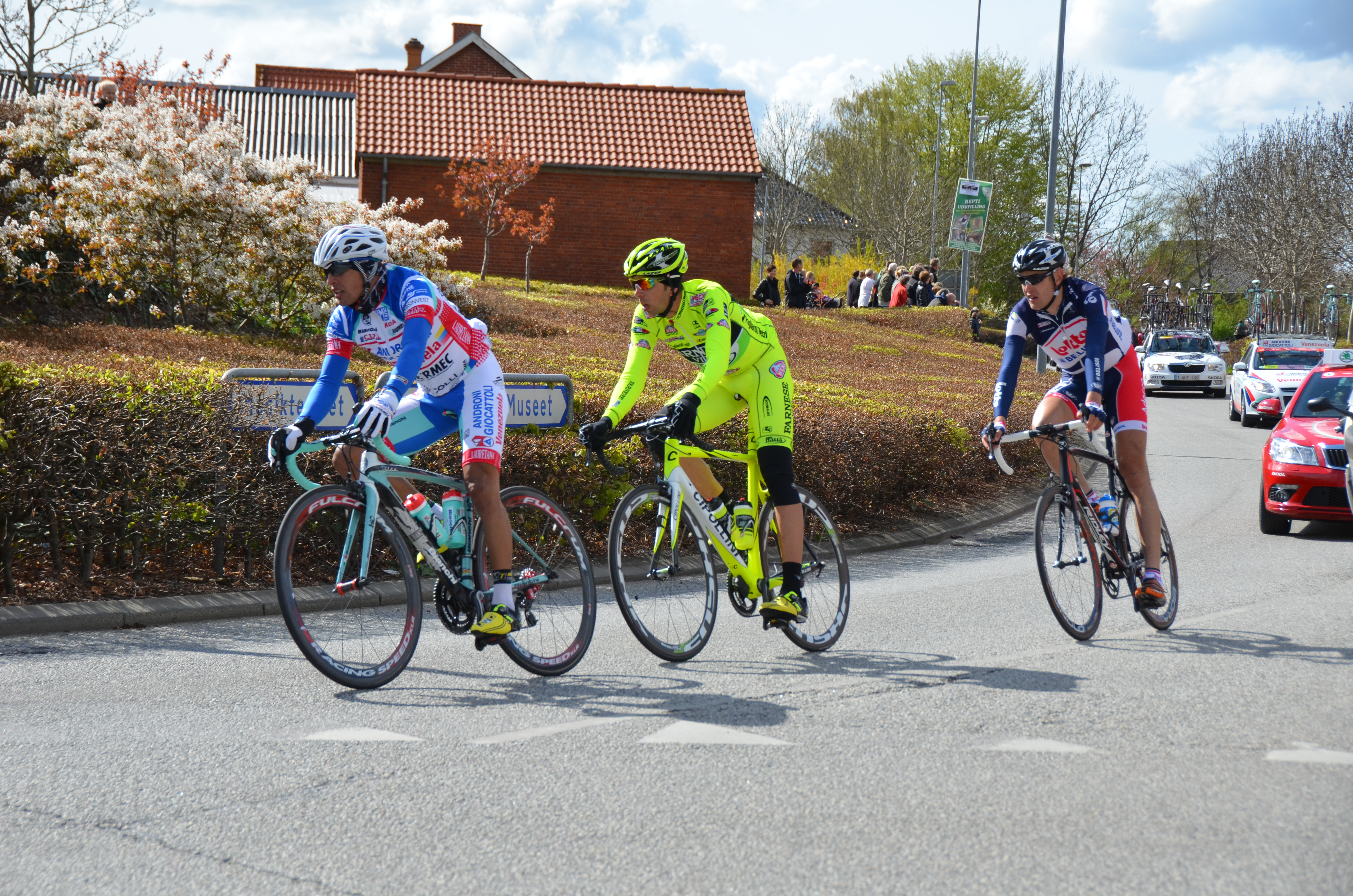
Passage in Holstebro auf der 2. Etappe 2012

2012 war Dänemark Ausgangspunkt des Giro. Die drei Etappen wurden in der Region Midtjylland ausgefahren, nach einem Pausentag wurde der Giro in Verona fortgesetzt.
| Jahr | Etappe | Start   | Ziel    | Bemerkung                                    |
| ---- | ------ | ------- | ------- | -------------------------------------------- |
| 2012 | 1      | Herning | Herning | Grande Partenza, Einzelzeitfahren vor Ort    |
| 2012 | 2      | Herning | Herning | Etappe über Ringkøbing, Lemvig und zurück    |
| 2012 | 3      | Horsens | Horsens | zwei Schleifen im Norden und Süden der Stadt |

### Deutschland
Deutschland war bislang mit je zwei Etappenstarts und -ankünften im Giro vertreten, als das Rennen in Belgien oder den Niederlanden gestartet wurde. Zuletzt machte der Giro 2016 auf der 2. Etappe einen winzigen Abstecher auf deutsches Gebiet beim Ort Wyler.
| Jahr | Etappe | Start     | Ziel            | Bemerkung        |
| ---- | ------ | --------- | --------------- | ---------------- |
| 1973 | 1      | Verviers  | Köln            | über Vaals       |
| 1973 | 2      | Köln      | Luxemburg-Stadt |                  |
| 2002 | 1      | Groningen | Münster         |                  |
| 2002 | 2      | Köln      | Ans             |                  |
| 2002 | 4      | Esch      | Straßburg       | über Saarbrücken |
| 2016 | 2      | Arnheim   | Nimwegen        | über Wyler       |

### Frankreich

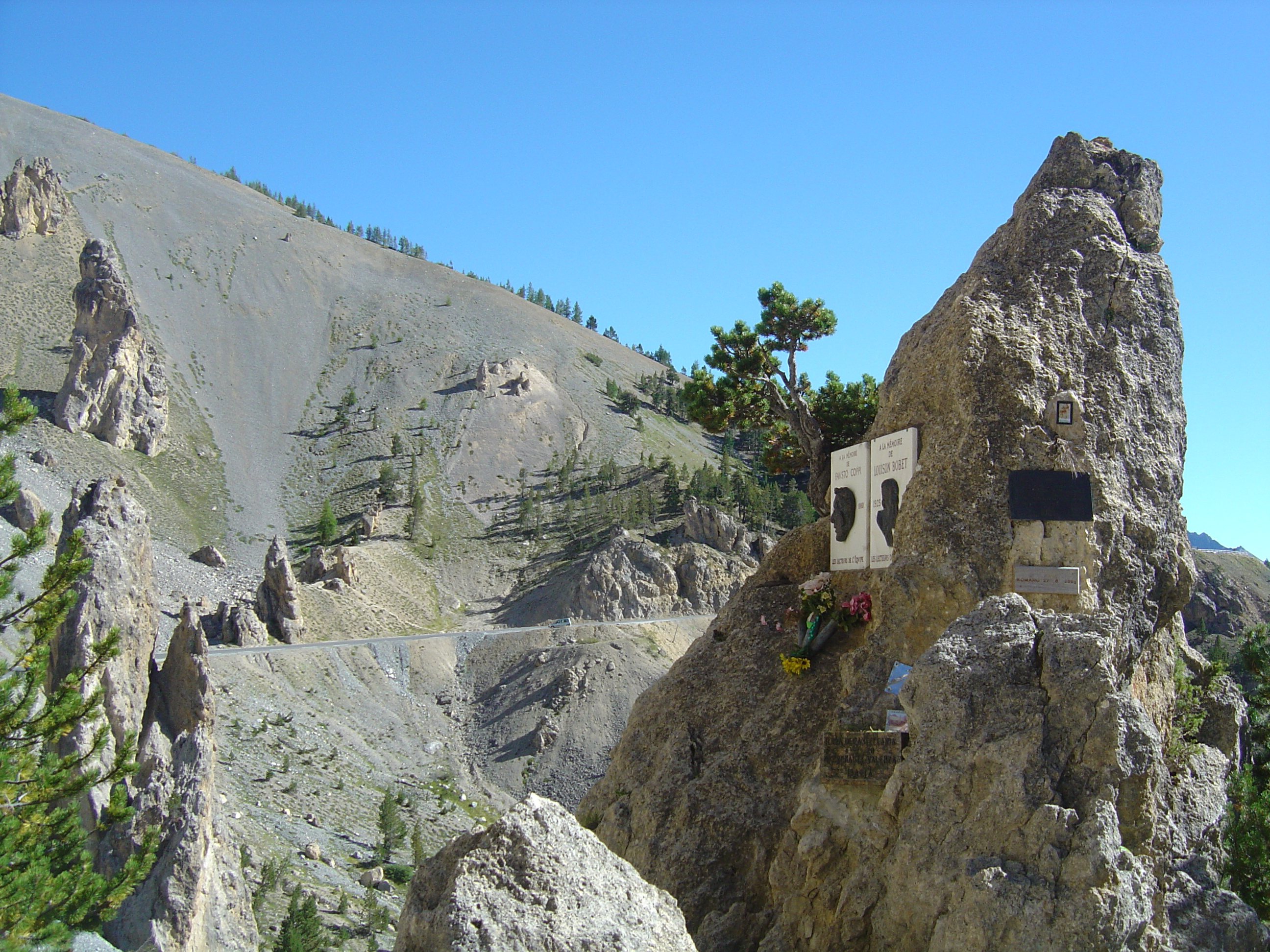
Ein Bildnis von Fausto Coppi in der Casse Déserte erinnert unter anderem an seine Leistung beim Giro 1949.

Frankreich war das erste Land außerhalb Italiens, das vom Giro durchquert wurde, und zwar bereits 1910, in der zweiten Ausgabe. Dieser Abstecher galt dem Dorf Tenda auf der Südseite des Colle di Tenda, das seinerzeit zu Italien gehörte, während die weiter talwärts gelegenen Orte Saorge und Breil-sur-Roya französisch waren. Der Routenverlauf wiederholte sich 1911. Unter dem Namen Tende gehört der Ort seit 1947 zu Frankreich.
Die nächste Etappe durch Frankreich fand erst 1949 statt und ging in die Legende des Giro ein: Fausto Coppi setzte sich auf dem ersten von fünf Pässen vom Feld ab und erreichte Pinerolo mit 12 Minuten Vorsprung auf Gino Bartali und 20 Minuten Vorsprung auf alle anderen Fahrer. Die Etappe wurde 1964 wiederholt, zu Ehren des zuvor verstorbenen Coppis, und nochmals 1982. Eine erneute Wiederholung 2009 musste wegen Lawinengefahr abgesagt werden, stattdessen wurde eine Etappe auf italienischem Boden angesetzt.
Beim Giro 1959 drehte der Luxemburger Charly Gaul das Blatt auf der vorletzten, fast 300 Kilometer langen Etappe über den Großen St. Bernhard, Col de la Forclaz und den Kleinen St. Bernhard noch zu seinen Gunsten und errang den Gesamtsieg.
Die Giro-Etappen nach Frankreich beschränkten sich bislang auf die Westalpen, ausgenommen die „Europa-Giros“ 1973 und 2002, die mit Straßburg den Sitz des Europäischen Parlaments aufsuchten. Wiederholt sorgten Wetterkapriolen für kurzfristige Änderungen an der Strecke. Neben der schon erwähnten Absage 2009 konnte die 19. Etappe 1995 nicht wie vorgesehen nach Briançon fahren, sondern musste wegen Sperrung des Col Agnel in Chianale enden. Die 20. Etappe wurde aber wie vorgesehen in Briançon gestartet. Die 15. Etappe 2013 sollte auf dem Col du Galibier enden, wurde aber wegen Schnee um wenige Kilometer verkürzt und endete am Pantani-Denkmal. 2020 spielte hingegen die Corona-Pandemie eine Rolle, als die französischen Behörden kurzfristig die geplante Etappe über Agnel, Izoard und Montgenèvre untersagten.
Von den Grenzpässen zwischen beiden Ländern wurde, wie auch bei der Tour de France, am häufigsten der Col de Montgenèvre (sechsmal) überquert. Noch häufiger (siebenmal) stand der innerfranzösische Col d’Izoard auf dem Programm. Der Col de Larche wurde viermal vom Giro befahren, aber noch nie von der Tour de France. Die Fahrt durch den Mont-Blanc-Tunnel beim Giro 1973 war ein Unikum in der Geschichte beider Rundfahrten.
| Jahr | Etappe | Start           | Ziel                    | Bemerkung                             |
| ---- | ------ | --------------- | ----------------------- | ------------------------------------- |
| 1910 | 9      | Mondovì         | Turin                   | über Breil-sur-Roya                   |
| 1911 | 4      | Oneglia         | Mondovì                 | über Breil-sur-Roya                   |
| 1949 | 17     | Cuneo           | Pinerolo                | über Col de Vars und Col d’Izoard     |
| 1955 | 2      | Turin           | Cannes                  |                                       |
| 1955 | 3      | Cannes          | Sanremo                 | über Monte-Carlo und Menton           |
| 1959 | 21     | Aosta           | Courmayeur              | über Martigny und Albertville         |
| 1961 | 2      | Turin           | Sanremo                 | über Breil-sur-Roya                   |
| 1964 | 20     | Cuneo           | Pinerolo                | über Col de Vars und Col d’Izoard     |
| 1966 | 1      | Monte-Carlo     | Diano Marina            | über Menton                           |
| 1973 | 3      | Luxemburg-Stadt | Straßburg               |                                       |
| 1973 | 4      | Genf            | Aosta                   | über Chamonix                         |
| 1982 | 21     | Cuneo           | Pinerolo                | über Col de Vars und Col d’Izoard     |
| 1994 | 20     | Cuneo           | Les Deux Alpes          |                                       |
| 1994 | 21     | Les Deux Alpes  | Sestriere               |                                       |
| 1995 | 20     | Briançon        | Gressoney-Saint-Jean    |                                       |
| 1996 | 14     | Vicoforte       | Briançon                |                                       |
| 1996 | 15     | Briançon        | Aosta                   |                                       |
| 1998 | P      | Nizza           | Nizza                   | Grande Partenza, Prolog               |
| 1998 | 1      | Nizza           | Cuneo                   | über Ventimiglia und Breil-sur-Roya   |
| 2000 | 19     | Saluzzo         | Briançon                |                                       |
| 2000 | 20     | Briançon        | Sestriere               | Einzelzeitfahren                      |
| 2002 | 4      | Esch            | Straßburg               | über Saarbrücken                      |
| 2007 | 12     | Scalenghe       | Briançon                |                                       |
| 2013 | 15     | Cesana Torinese | Les Granges du Galibier | Etappe aus Witterungsgründen verkürzt |
| 2013 | 16     | Valloire        | Ivrea                   |                                       |
| 2016 | 19     | Pinerolo        | Risoul                  |                                       |
| 2016 | 20     | Guillestre      | Vinadio                 |                                       |

### Griechenland
1996 wurde der Giro erstmals nach über 20 Jahren wieder im Ausland gestartet, und zwar zum 100-jährigen Jubiläum der modernen Olympischen Spiele in Athen. Nach drei Etappen und einem Pausentag wurde das Rennen in Apulien fortgesetzt.
| Jahr | Etappe | Start     | Ziel      | Bemerkung                                         |
| ---- | ------ | --------- | --------- | ------------------------------------------------- |
| 1996 | 1      | Athen     | Athen     | Grande Partenza, Rundkurs durch die Region Attika |
| 1996 | 2      | Eleusis   | Nafpaktos |                                                   |
| 1996 | 3      | Mesolongi | Ioannina  |                                                   |

### Irland
Die bisher einzige Etappe in Irland fand im Rahmen des Giro-Starts in Nordirland 2014 statt. Nach einem Pausentag für den Transfer wurde das Rennen im Süden Italiens fortgesetzt.
| Jahr | Etappe | Start  | Ziel   | Bemerkung |
| ---- | ------ | ------ | ------ | --------- |
| 2014 | 3      | Armagh | Dublin |           |

### Israel

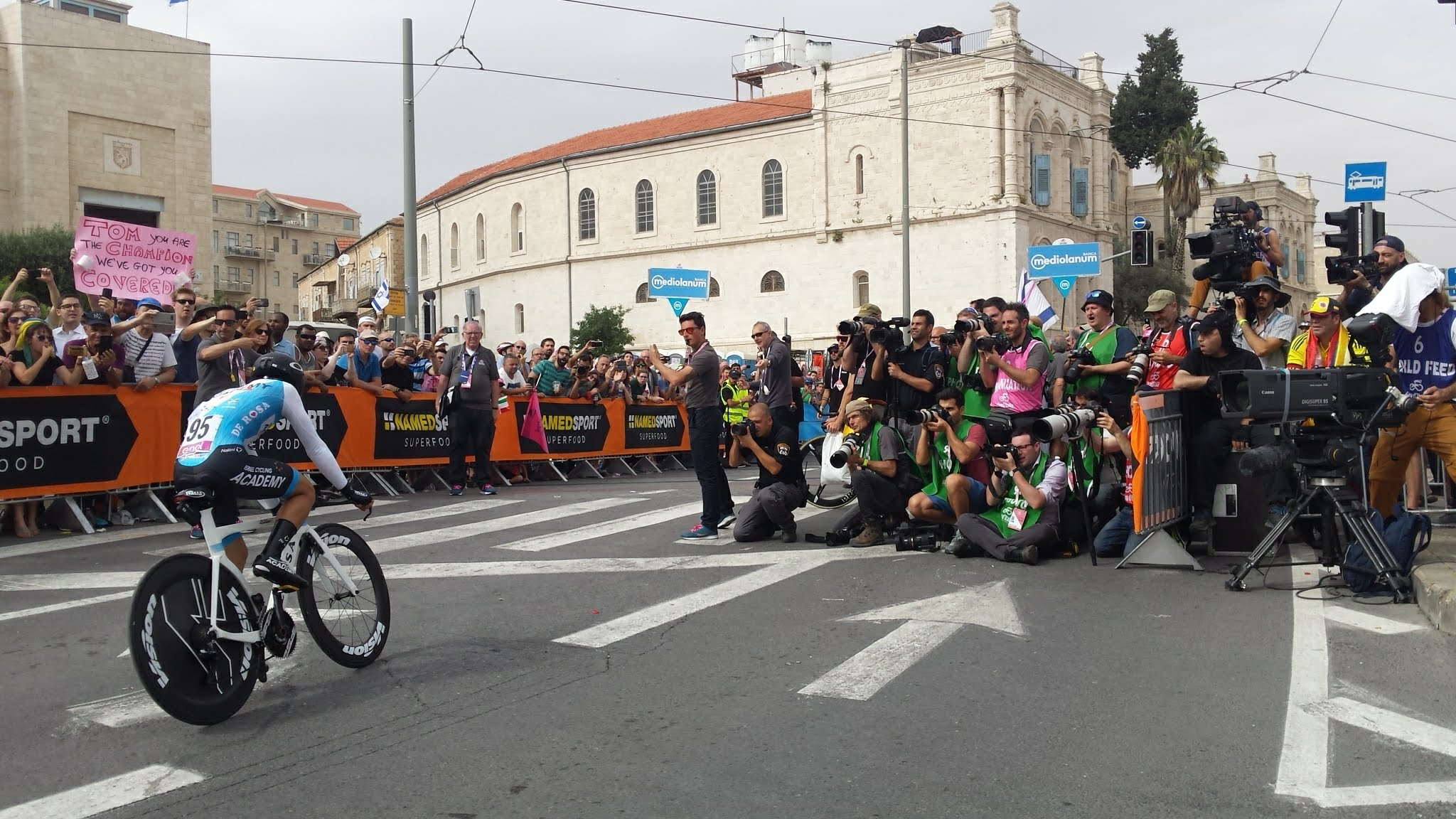
Einzelzeitfahren in Jerusalem 2018

Der Giro 2018 begann mit drei Etappen in Israel, zum Teil durch den Einfluss von Sylvan Adams, der zu diesem Zeitpunkt die Radsport-Mannschaft Israel Cycling Academy aufbaute. Nach den drei Etappen und einem Pausentag für den Transfer wurde der Giro auf Sizilien fortgesetzt. Dies war bislang das einzige Mal, dass Etappen einer Grand Tour außerhalb Europas stattfanden.
| Jahr | Etappe | Start        | Ziel      | Bemerkung                                             |
| ---- | ------ | ------------ | --------- | ----------------------------------------------------- |
| 2018 | 1      | Jerusalem    | Jerusalem | Grande Partenza, Einzelzeitfahren im Westen der Stadt |
| 2018 | 2      | Haifa        | Tel Aviv  |                                                       |
| 2018 | 3      | Beʾer Scheva | Eilat     |                                                       |

### Kroatien

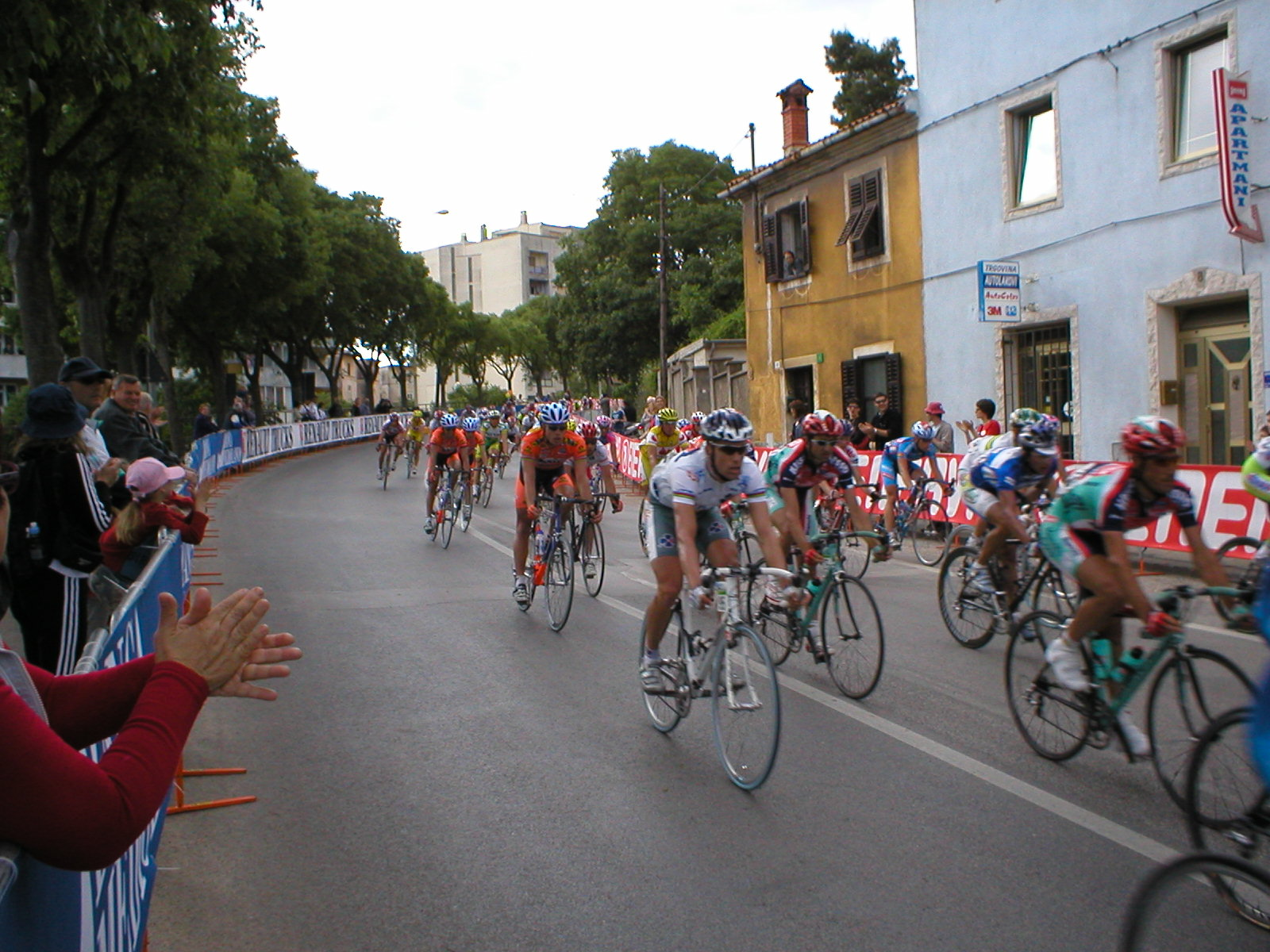
Szene von der Ankunft in Pula 2004

Das heutige Gebiet Kroatiens wurde vom Giro zweimal vor 1945 aufgesucht, als Istrien zu Italien gehörte. So gab es 1924 eine Etappe nach Fiume anlässlich der zuvor erfolgten Eingliederung der Stadt nach Italien, und der Giro 1940 machte Halt in Abbazia.
In der jugoslawischen Zeit gab es keine Giro-Etappen nach Kroatien. Als unabhängiger Staat war das Land einmal Gastgeber von Ankunft und Start je einer Etappe.
| Jahr | Etappe | Start  | Ziel           | Bemerkung  |
| ---- | ------ | ------ | -------------- | ---------- |
| 2004 | 14     | Triest | Pula           | über Osp   |
| 2004 | 15     | Poreč  | San Vendemiano | über Koper |

### Luxemburg
Luxemburg wurde zweimal in der Geschichte des Giros mit Etappenhalten bedacht, wenn das Rennen in Belgien oder den Niederlanden gestartet wurde. Der Giro 1973 besuchte die sechs Gründerländer der Europäischen Gemeinschaft, der Giro 2002 wiederholte dies aus Anlass des 50-jährigen Bestehens der EG sowie der Einführung des Euros.
| Jahr | Etappe | Start           | Ziel            | Bemerkung        |
| ---- | ------ | --------------- | --------------- | ---------------- |
| 1973 | 2      | Köln            | Luxemburg-Stadt |                  |
| 1973 | 3      | Luxemburg-Stadt | Straßburg       |                  |
| 2002 | 3      | Verviers        | Esch            |                  |
| 2002 | 4      | Esch            | Straßburg       | über Saarbrücken |

### Monaco
Das Fürstentum an der Côte d’Azur war trotz seiner Nähe zu Italien erst zweimal am Giro beteiligt, wobei es 1966 Gastgeber des zweiten Starts im Ausland überhaupt war. Als der Giro 1998 in Nizza begann, wurde das Land hingegen über die Grande Corniche umgangen.
| Jahr | Etappe | Start       | Ziel         | Bemerkung                    |
| ---- | ------ | ----------- | ------------ | ---------------------------- |
| 1955 | 3      | Cannes      | Sanremo      | über Monte-Carlo und Menton  |
| 1966 | 1      | Monte-Carlo | Diano Marina | Grande Partenza, über Menton |

### Niederlande

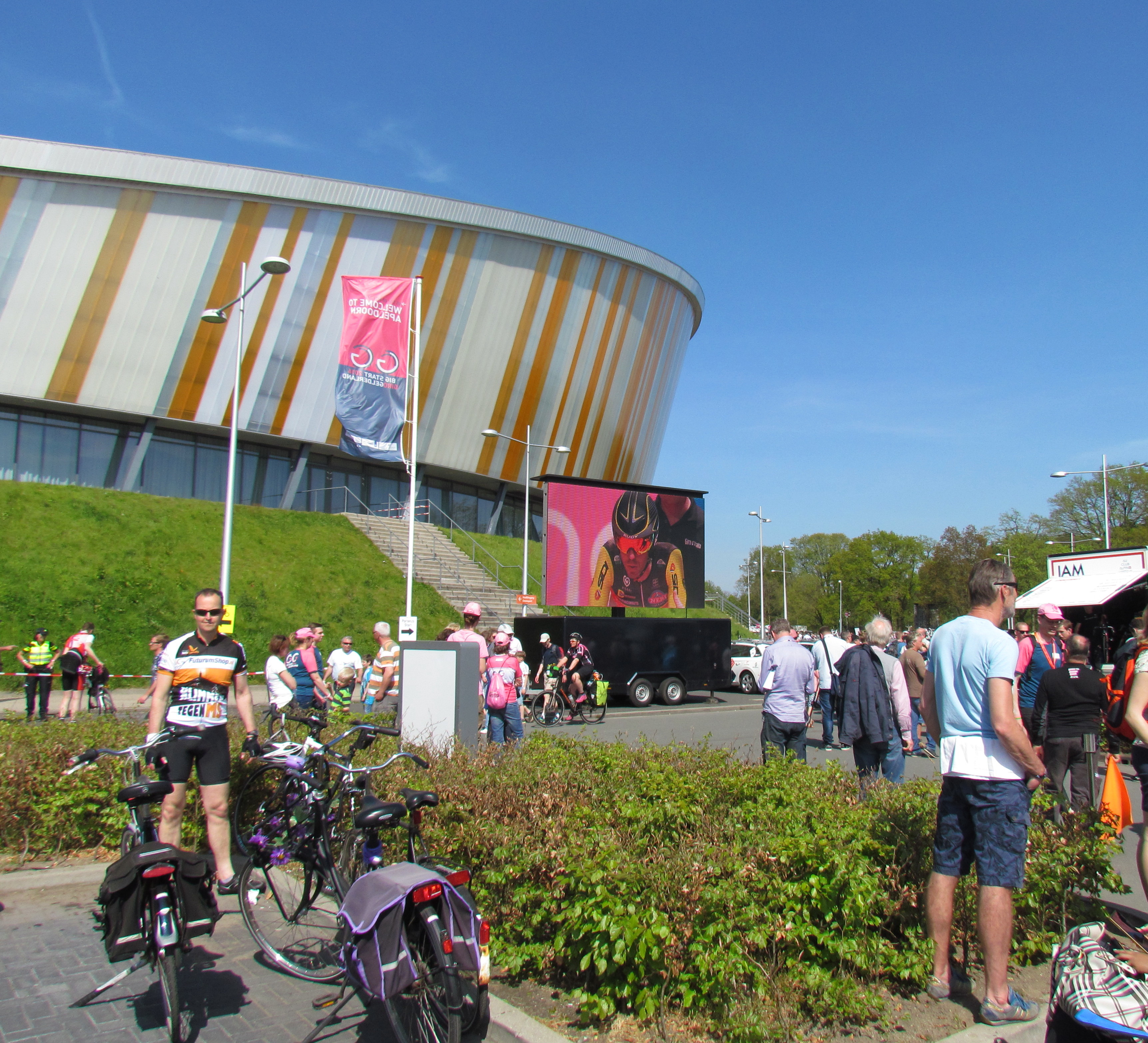
Das Omnisport Apeldoorn, Ausgangspunkt des Giro 2016

Erstmals kam der Giro 1973 auf der 1. Etappe durch den Süden der Provinz Limburg. Seit 2000 startete das Rennen dreimal in den Niederlanden. 2002 wurden dabei fünf Länder bis nach Straßburg hinunter durchquert, 2010 und 2016 das Rennen nach einem Pausentag für den Transfer in Italien fortgesetzt. Mit der Vuelta 2009, dem Giro 2010 und der Tour 2010 richteten die Niederlande dreimal in Folge den Start einer Grand Tour aus. Utrecht ist zudem die einzige Stadt überhaupt, die Etappenort aller drei großen Rundfahrten war.
Die 3. Etappe 2010 in Middelburg wurde von Wouter Weylandt gewonnen, der im Folgejahr beim Giro ums Leben kam. Ihm zu Ehren ist die Ziellinie am Dam in der Innenstadt im Pflaster markiert und mit einem Gedenkstein versehen.
| Jahr | Etappe | Start     | Ziel       | Bemerkung                                 |
| ---- | ------ | --------- | ---------- | ----------------------------------------- |
| 1973 | 1      | Verviers  | Köln       | über Vaals                                |
| 2002 | P      | Groningen | Groningen  | Grande Partenza, Prolog                   |
| 2002 | 1      | Groningen | Münster    |                                           |
| 2010 | 1      | Amsterdam | Amsterdam  | Grande Partenza, Einzelzeitfahren vor Ort |
| 2010 | 2      | Amsterdam | Utrecht    |                                           |
| 2010 | 3      | Amsterdam | Middelburg |                                           |
| 2016 | 1      | Apeldoorn | Apeldoorn  | Grande Partenza, Einzelzeitfahren vor Ort |
| 2016 | 2      | Arnheim   | Nimwegen   | über Wyler                                |
| 2016 | 3      | Nimwegen  | Arnheim    |                                           |

### Österreich

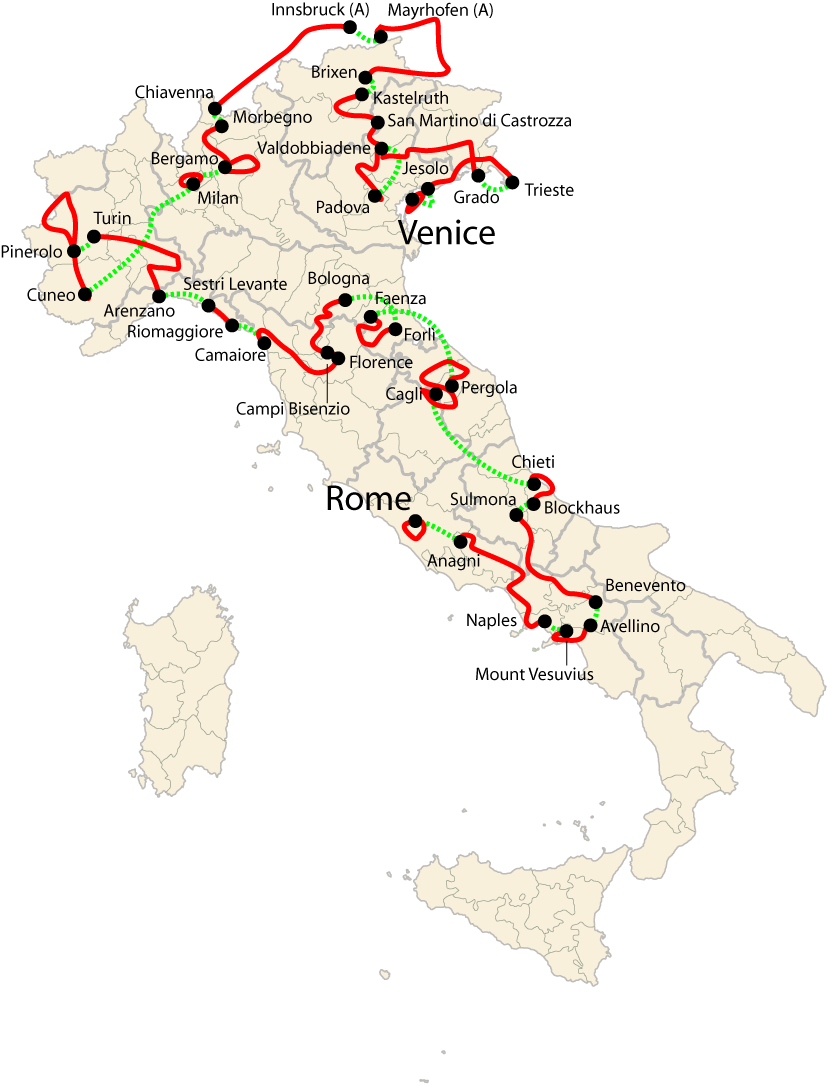
Giro 2009 mit Etappen in Tirol

Vor dem Hintergrund der strittigen Südtirolfrage überrascht es nicht, dass ein Besuch des Giro in Österreich lange auf sich warten ließ. Zum 100-jährigen Bestehen Italiens waren 1961 Besuche in allen Nachbarländern Italiens geplant. Die letzte Etappe sollte vom Reschenpass über Nauders Richtung Mailand gehen, doch aus Witterungsgründen mussten die Pläne kurzfristig geändert werden.
1971 kam es dann tatsächlich zu einer Etappe in Österreich. Die 17. Etappe begann dem Namen nach in Tarvis, wo sich die Fahrer einschrieben, bevor sie ins 40 Kilometer entfernte Hermagor gebracht wurden. Beim Ziel auf der Großglockner-Hochalpenstraße kam es zu Rangeleien zwischen der Werbekarawane und der Polizei.
Ab 1988 kam es regelmäßig zu Abstechern nach Österreich. Diese beschränkten sich bislang auf die alpinen Bereiche des Landes, genauer auf Kärnten, Tirol sowie den salzburgischen Pinzgau. Beim Giro 1994 musste wegen eines Erdrutsches am Nassfeldpass die Strecke geändert werden; statt über Pontebba fuhr das Peloton ab Tarvis über Arnoldstein und Hermagor.
| Jahr | Etappe | Start       | Ziel              | Bemerkung                                     |
| ---- | ------ | ----------- | ----------------- | --------------------------------------------- |
| 1971 | 17     | Hermagor    | Großglockner      | Etappenstart offiziell in Tarvis              |
| 1971 | 18     | Lienz       | Falcade           |                                               |
| 1988 | 16     | Meran       | Innsbruck         |                                               |
| 1988 | 17     | Innsbruck   | Borgo Valsugana   |                                               |
| 1990 | 14     | Klagenfurt  | Klagenfurt        | drei Runden um den Wörthersee                 |
| 1990 | 15     | Velden      | Toblach           |                                               |
| 1994 | 13     | Kranj       | Lienz             | über Tarvis, Strecke wegen Erdrutsch geändert |
| 1994 | 14     | Lienz       | Meran             |                                               |
| 2006 | 18     | Sillian     | Gemona del Friuli |                                               |
| 2007 | 16     | Agordo      | Lienz             |                                               |
| 2007 | 17     | Lienz       | Monte Zoncolan    |                                               |
| 2009 | 6      | Brixen      | Mayrhofen         |                                               |
| 2009 | 7      | Innsbruck   | Chiavenna         | über St. Moritz                               |
| 2011 | 13     | Spilimbergo | Großglockner      |                                               |
| 2011 | 14     | Lienz       | Monte Zoncolan    |                                               |

### San Marino

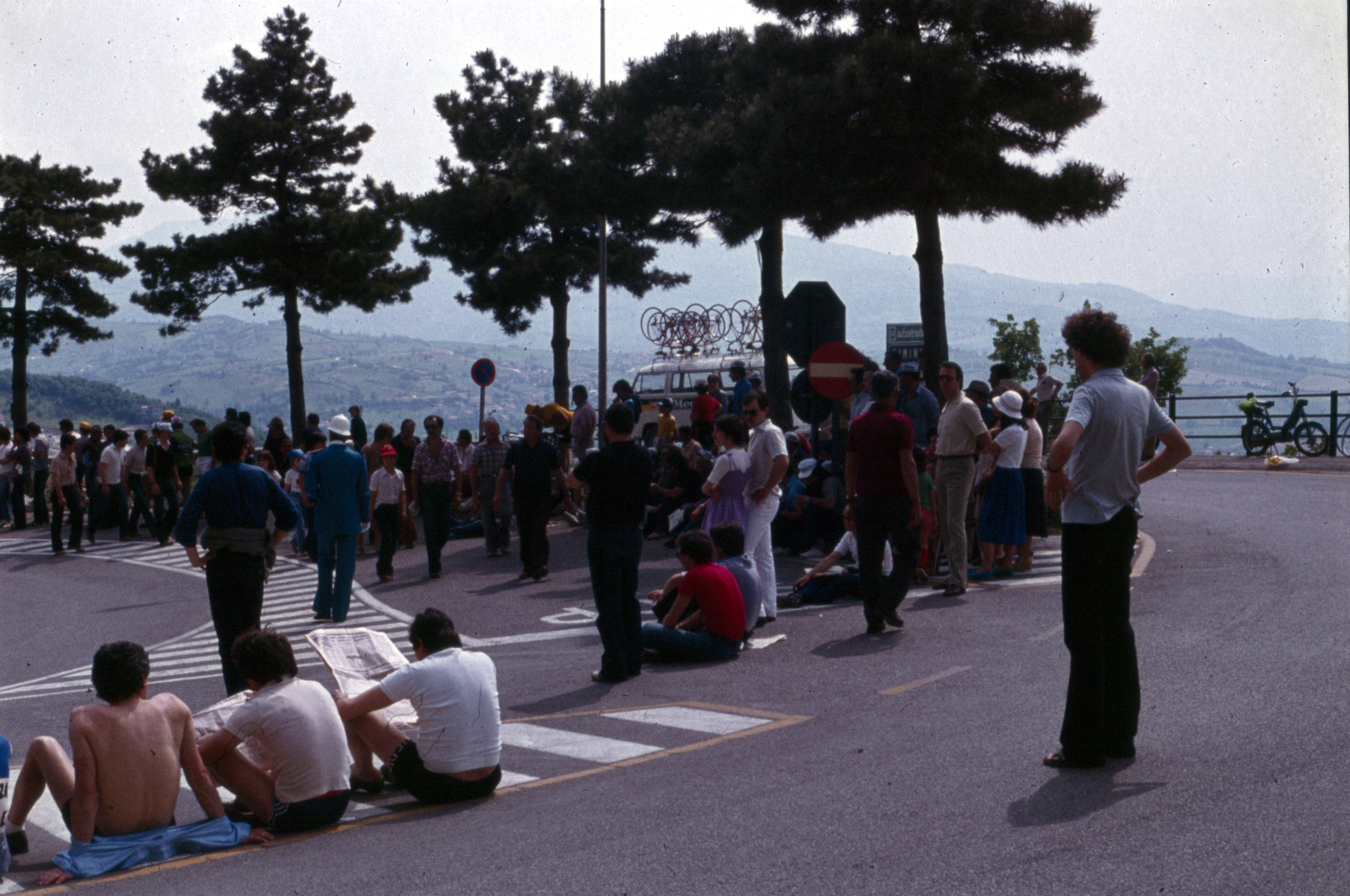
Zuschauer 1979 in San Marino

Die auf dem Monte Titano gelegene Hauptstadt der von Italien umschlossenen Republik überragt die Adriaküste und ist daher ein natürliches Ziel für Bergankünfte. 1930 stand San Marino auf der 11. Etappe von Ancona nach Forlì erstmals im angekündigten Programm, wurde im Rennbericht aber nicht mehr erwähnt. 1932 kam es tatsächlich zu einer Durchquerung des Staatsgebiets. 1933 stand das Land wiederum auf dem ursprünglich publizierten Streckenplan der 12. Etappe, letzten Endes verlief jene jedoch entlang der Küste.
Ab 1950 häuften sich die Besuche in San Marino. Die gleichnamige Hauptstadt wurde zum häufigsten Etappenort (13 Mal) außerhalb Italiens und war 1965 Gastgeber, als der Giro erstmals im Ausland startete. Die san-marinesische Post gab aus diesem Anlass eine Serie Sonderbriefmarken heraus.
Mehrmals gab es Einzelzeitfahren von der Küste nach San Marino hinauf. 1956 wurde eine so genannte Mannschaftsstaffel in San Marino ausgetragen; dabei starteten die Fahrer in mehreren Wellen mit jeweils einem Teilnehmer pro Mannschaft. Jedem Teilnehmer wurde allerdings seine individuelle Zeit fürs Gesamtklassement angerechnet. Dies war zugleich die erste Giro-Etappe überhaupt, die gänzlich außerhalb Italiens stattfand.
| Jahr | Etappe | Start              | Ziel             | Bemerkung                                  |
| ---- | ------ | ------------------ | ---------------- | ------------------------------------------ |
| 1932 | 4      | Ferrara            | Rimini           | über Borgo Maggiore                        |
| 1950 | 13     | Rimini             | Arezzo           | über Borgo Maggiore                        |
| 1951 | 12     | Rimini             | San Marino       | Einzelzeitfahren                           |
| 1953 | 2      | Abano Terme        | Rimini           | über San Marino                            |
| 1954 | 10     | Florenz            | Cesenatico       | über Borgo Maggiore                        |
| 1955 | 14     | Ancona             | Cervia           | über Borgo Maggiore                        |
| 1956 | 5b     | San Marino         | San Marino       | Mannschaftsstaffel                         |
| 1958 | 14     | Dogana             | San Marino       | Einzelzeitfahren                           |
| 1959 | 12     | Rimini             | San Marino       | zweieinhalb Runden zwischen Start und Ziel |
| 1962 | 11     | Fano               | Castrocaro Terme | über San Marino                            |
| 1964 | 10     | Rimini             | San Marino       |                                            |
| 1965 | 1      | San Marino         | Perugia          | Grande Partenza                            |
| 1968 | 16     | Cesenatico         | San Marino       | Einzelzeitfahren                           |
| 1968 | 17     | San Marino         | Foligno          |                                            |
| 1969 | 14     | Senigallia         | San Marino       |                                            |
| 1969 | 15     | Cesenatico         | San Marino       | Einzelzeitfahren                           |
| 1974 | 10     | Carpegna           | Modena           | über San Marino                            |
| 1977 | 7      | Gabicce Mare       | Forlì            | über San Marino                            |
| 1979 | 8      | Rimini             | San Marino       | Einzelzeitfahren                           |
| 1979 | 9      | San Marino         | Pistoia          |                                            |
| 1985 | 7      | Cervia             | Jesi             | über San Marino                            |
| 1987 | 13     | Rimini             | San Marino       | Einzelzeitfahren                           |
| 1987 | 14     | San Marino         | Lido di Jesolo   |                                            |
| 1997 | 3      | Santarcangelo      | San Marino       | Einzelzeitfahren                           |
| 1997 | 4      | San Marino         | Arezzo           |                                            |
| 1998 | 11     | Macerata           | San Marino       |                                            |
| 1998 | 12     | San Marino         | Carpi            |                                            |
| 2004 | 11     | Porto Sant’Elpidio | Cesena           | über San Marino                            |
| 2006 | 7      | Cesena             | Saltara          | über San Marino                            |
| 2008 | 11     | Urbania            | Cesena           | über San Marino                            |
| 2019 | 9      | Riccione           | San Marino       | Einzelzeitfahren                           |

### Schweiz

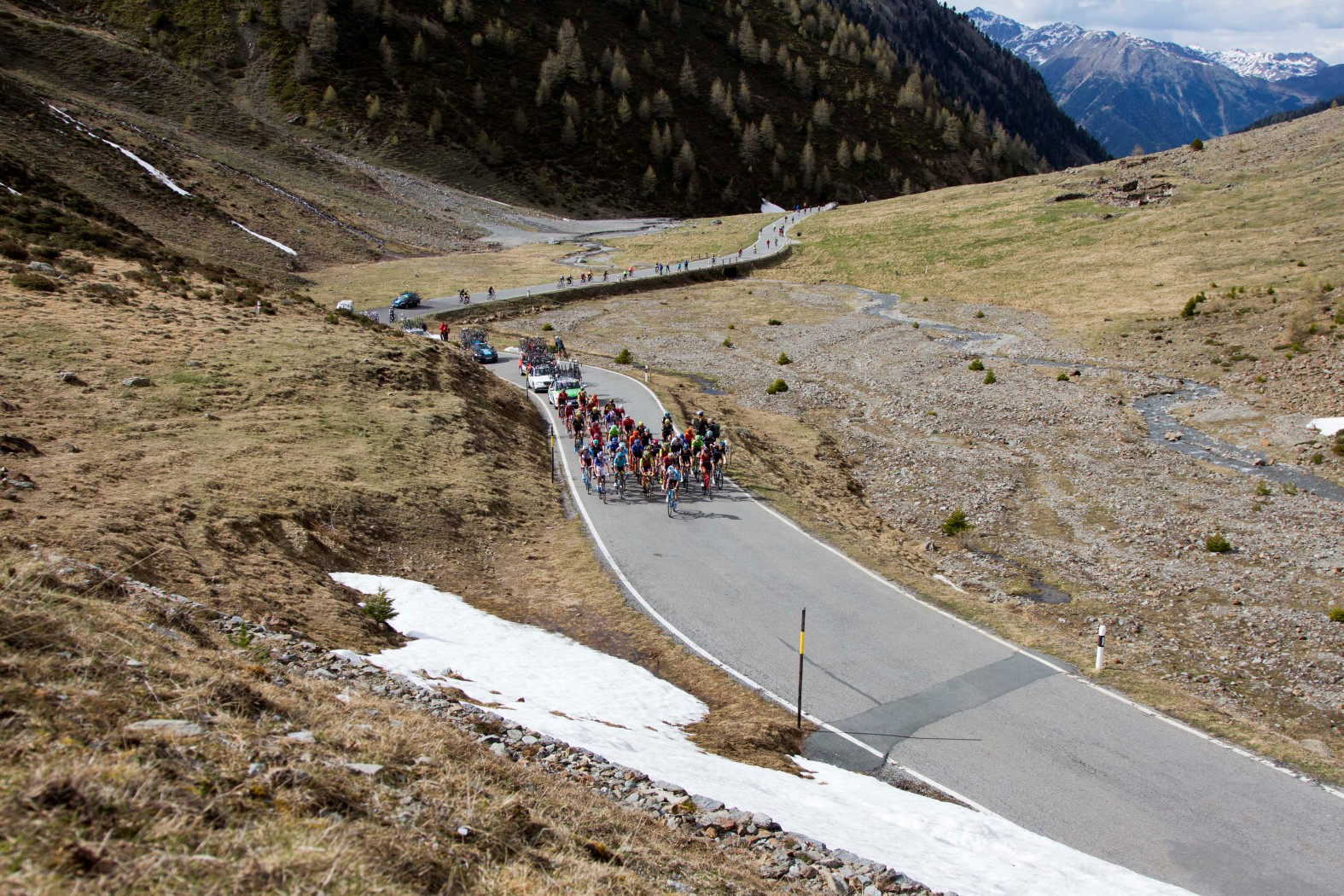
Anstieg zum Umbrailpass 2017

Die Schweiz wurde von allen Ländern außerhalb Italiens am häufigsten vom Giro besucht; Locarno war 1938 der erste ausländische Halt zwischen zwei Halbetappen, und Lugano 1947 der erste echte Etappenort. Trotz dieser engen Beziehungen hat die Schweiz, im Gegensatz zu viel weiter entfernten Ländern, noch nie den Start des Giros organisiert. Mehrmals verlief jedoch die erste oder letzte Etappe von und nach Mailand über Schweizer Boden. Campione d’Italia, eine innerhalb der Schweiz gelegene Exklave, war Ausgangspunkt des Giro 1968.
Bis 1950 gingen alle Abstecher ins Tessin und über den Monte Ceneri, wo heute eine Radfahrer-Kapelle steht sowie ein Denkmal für Hugo Koblet und Ferdy Kübler, bekannte Schweizer Rennfahrer aus jener Zeit. Danach wurden auch Graubünden und das Wallis stärker einbezogen; die Etappe von Saas-Fee nach Madesimo im Giro 1965 verband die drei Kantone, indem sie vier Pässe überquerte, und war zugleich der einzige Besuch im Kanton Uri. Daneben wurden je einmal Genf und Lausanne, seinerzeit Hauptsitz des Radsport-Weltverbands UCI, besucht.
Wie in den anderen Alpenländern sorgte das Wetter mehrmals für Routenänderungen. 1961 sollte die letzte Etappe durchs Engadin verlaufen, wegen gesperrter Pässe blieb der Giro jedoch in Italien. 1985 wurde der Große St. Bernhard kurzfristig durch den Tunnel anstatt über die Passhöhe gequert; dagegen war die Benutzung des Tunnels 2006 von vornherein geplant. 2023 wurde der Große St. Bernhard aus Witterungsgründen komplett gestrichen. Die Etappe nach Lenzerheide 1995 verlief, ebenfalls wegen gesperrter Straßen, über Ofenpass und Flüelapass anstatt wie geplant über Berninapass und Julierpass. 2005 entfiel die Forcola di Livigno, weil der Start der Etappe von Livigno nach Tirano verlegt wurde. Für Aufsehen sorgte auf der Etappe des Giro 1954 nach St. Moritz ein Bummelstreik der Fahrer, die sich zwei Stunden länger als vorgesehen Zeit ließen.
Im Giro 2024 wurden Abstecher in die Schweiz gleich zweimal abgesagt. Auf der 15. Etappe verweigerten die Bündner Behörden einer geplanten Passage durchs Puschlav die Genehmigung. In der 16. Etappe entfiel wegen schlechter Wetterverhältnisse der Umbrailpass, der erst kurzfristig als Ersatz für das verschneite Stilfser Joch vorgesehen worden war. Die Fahrer durchquerten die Schweiz zumindest im Bus durch den Munt-la-Schera-Tunnel auf dem Weg von Livigno nach Laas.
| Jahr | Etappe | Start             | Ziel            | Bemerkung                                                   |
| ---- | ------ | ----------------- | --------------- | ----------------------------------------------------------- |
| 1920 | 1      | Mailand           | Turin           | über Lugano und Locarno                                     |
| 1922 | 10     | Turin             | Mailand         | über Locarno und Lugano                                     |
| 1923 | 1      | Mailand           | Turin           | über Lugano und Locarno                                     |
| 1938 | 18a    | Varese            | Locarno         |                                                             |
| 1938 | 18b    | Locarno           | Mailand         |                                                             |
| 1947 | 18     | Brescia           | Lugano          |                                                             |
| 1947 | 19     | Lugano            | Mailand         |                                                             |
| 1950 | 6      | Turin             | Locarno         |                                                             |
| 1950 | 7      | Locarno           | Brescia         |                                                             |
| 1951 | 19     | Bozen             | St. Moritz      |                                                             |
| 1951 | 20     | St. Moritz        | Mailand         |                                                             |
| 1952 | 19     | Saint-Vincent     | Verbania        | über Martigny und Brig                                      |
| 1954 | 21     | Bozen             | St. Moritz      | Bummelstreik                                                |
| 1954 | 22     | St. Moritz        | Mailand         |                                                             |
| 1957 | 15     | Saint-Vincent     | Sitten          |                                                             |
| 1957 | 16     | Sitten            | Varese          |                                                             |
| 1959 | 21     | Aosta             | Courmayeur      | über Martigny und Albertville                               |
| 1963 | 12     | Biella            | Leukerbad       |                                                             |
| 1963 | 13     | Siders            | Saint-Vincent   |                                                             |
| 1965 | 18     | Biandronno        | Saas-Fee        |                                                             |
| 1965 | 19     | Saas-Fee          | Madesimo        |                                                             |
| 1968 | 1      | Campione d’Italia | Novara          | über Lugano                                                 |
| 1972 | 17     | Livigno           | Stilfser Joch   | über Val Müstair                                            |
| 1973 | 4      | Genf              | Aosta           | über Chamonix                                               |
| 1974 | 16     | Valenza           | Monte Generoso  |                                                             |
| 1985 | 19     | Domodossola       | Saint-Vincent   | über Brig und Martigny                                      |
| 1989 | 18     | Mendrisio         | Monte Generoso  | Bergzeitfahren                                              |
| 1995 | 15     | Schnalstal        | Lenzerheide     | Strecke kurzfristig geändert                                |
| 1995 | 16     | Lenzerheide       | Treviglio       |                                                             |
| 1996 | 16     | Aosta             | Lausanne        |                                                             |
| 1996 | 17     | Lausanne          | Biella          |                                                             |
| 1998 | 20     | Boario Terme      | Mendrisio       |                                                             |
| 1998 | 21     | Mendrisio         | Lugano          | Einzelzeitfahren                                            |
| 1998 | 22     | Lugano            | Mailand         |                                                             |
| 2006 | 14     | Aosta             | Domodossola     | über Martigny und Brig                                      |
| 2008 | 17     | Sondrio           | Locarno         |                                                             |
| 2008 | 18     | Mendrisio         | Varese          |                                                             |
| 2009 | 7      | Innsbruck         | Chiavenna       | über St. Moritz                                             |
| 2010 | 20     | Bormio            | Tonalepass      | über Poschiavo                                              |
| 2015 | 17     | Tirano            | Lugano          |                                                             |
| 2015 | 18     | Melide            | Verbania        |                                                             |
| 2017 | 16     | Rovetta           | Bormio          | über Val Müstair                                            |
| 2021 | 20     | Verbania          | Alpe Motta      | über Bellinzona und Splügen                                 |
| 2023 | 13     | Le Châble         | Crans-Montana   | neutralisierter Start in Borgofranco d’Ivrea, dann Transfer |
| 2023 | 14     | Siders            | Cassano Magnago |                                                             |

### Slowenien

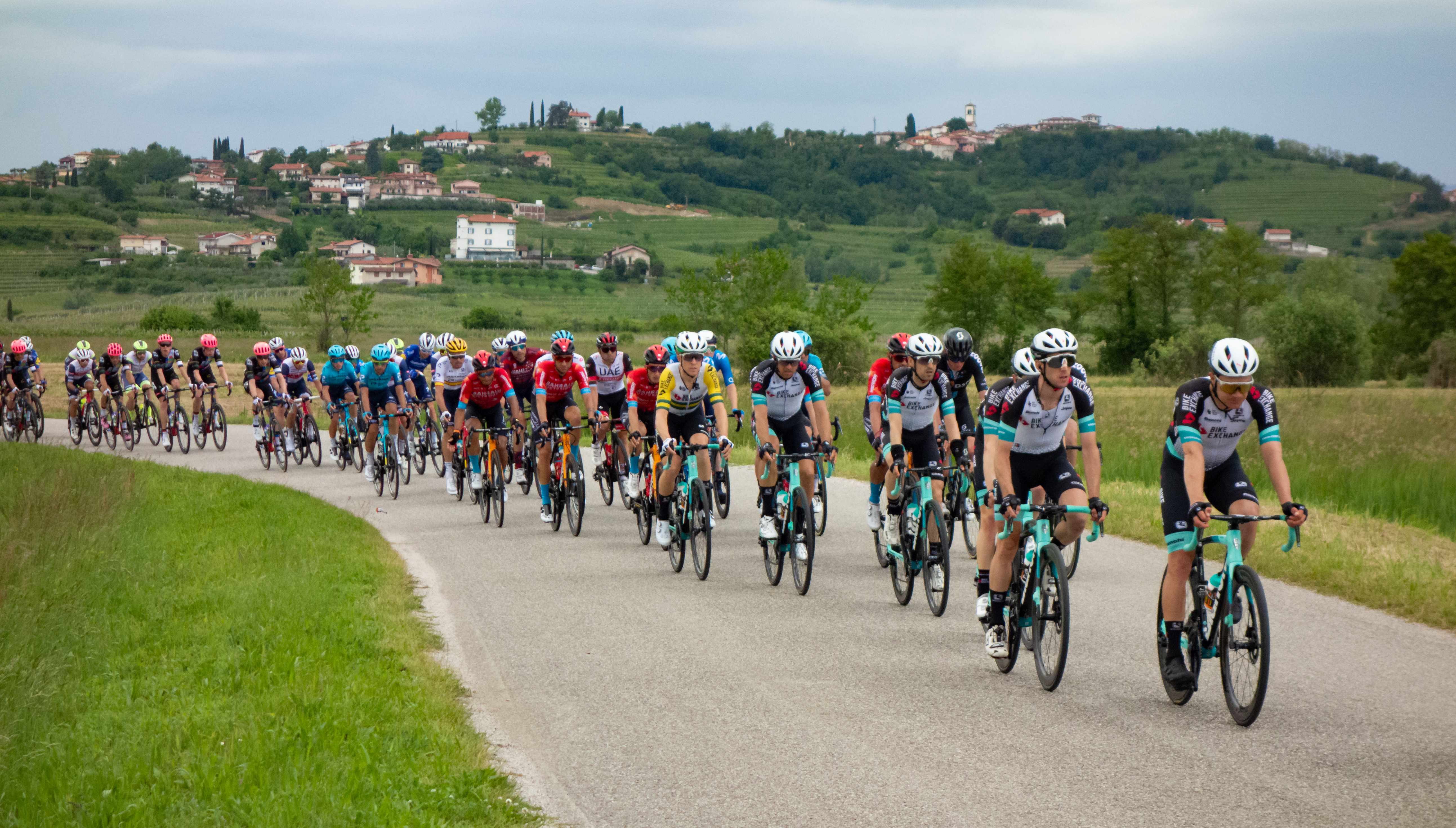
Der Giro 2021 in Slowenien

Vor 1945 gehörten Teile des heutigen Sloweniens, darunter Istrien und das Umland von Triest, zu Italien. Mit Portorose gab es 1922 einen Etappenort in diesem Gebiet, außerdem wurde es bei folgenden Gelegenheiten durchquert:
- 1919 auf der 2. Etappe über San Daniele nach Triest;[53]
- 1923 auf der 8. Etappe über Reifenberg nach Triest;[54]
- 1924 auf den Etappen nach und von Fiume (heute in Kroatien);
- 1927 auf der 13. Etappe über San Daniele nach Triest;[55]
- 1938 auf der 13. Etappe über San Daniele nach Triest;[56]
- 1940 auf den Etappen nach und von Abbazia (heute in Kroatien).

In der jugoslawischen Zeit war 1961 ein Abstecher über slowenisches Gebiet bei Triest geplant, der aber letztlich nicht zustande kam. 1971 war Ljubljana erstmals Etappenort.
Nach seiner Unabhängigkeit war Slowenien zweimal Etappenziel und wurde bei drei weiteren Gelegenheiten ohne Halt durchquert, wobei sich die Strecken auf den Westteil des Landes beschränkten. Die Etappen 2001 und 2021 nach Görz führten auf einer Rundstrecke durch die italienischen und slowenischen Bezirke der seit 1945 geteilten Stadt. 2025 wurde sie in ihrer Eigenschaft als Kulturhauptstadt Europas aufgesucht.
| Jahr | Etappe | Start           | Ziel           | Bemerkung                     |
| ---- | ------ | --------------- | -------------- | ----------------------------- |
| 1971 | 15     | Bibione         | Ljubljana      |                               |
| 1971 | 16     | Ljubljana       | Tarvis         |                               |
| 1994 | 12     | Bibione         | Kranj          |                               |
| 1994 | 13     | Kranj           | Lienz          | über Tarvis                   |
| 2001 | 10     | Lido di Jesolo  | Ljubljana      |                               |
| 2001 | 11     | Bled            | Gorizia        | zahlreiche Grenzüberquerungen |
| 2004 | 14     | Triest          | Pula           | über Osp                      |
| 2004 | 15     | Poreč           | San Vendemiano | über Koper                    |
| 2021 | 15     | Grado           | Gorizia        | zahlreiche Grenzüberquerungen |
| 2022 | 19     | Marano Lagunare | Castelmonte    | über Kobarid                  |
| 2025 | 14     | Treviso         | Nova Gorica    | über Dobrovo und Gorizia      |

### Ungarn
Der Start in Ungarn war eigentlich für 2020 vorgesehen gewesen, musste aber aufgrund der Corona-Pandemie verschoben werden. Nach den Etappen in Ungarn wurde ein Pausentag für den Transfer nach Sizilien eingelegt, wo die 4. Etappe stattfand.
| Jahr | Etappe | Start    | Ziel         | Bemerkung                |
| ---- | ------ | -------- | ------------ | ------------------------ |
| 2022 | 1      | Budapest | Visegrád     | Grande Partenza          |
| 2022 | 2      | Budapest | Budapest     | Einzelzeitfahren vor Ort |
| 2022 | 3      | Budapest | Balatonfüred |                          |

### Vatikan

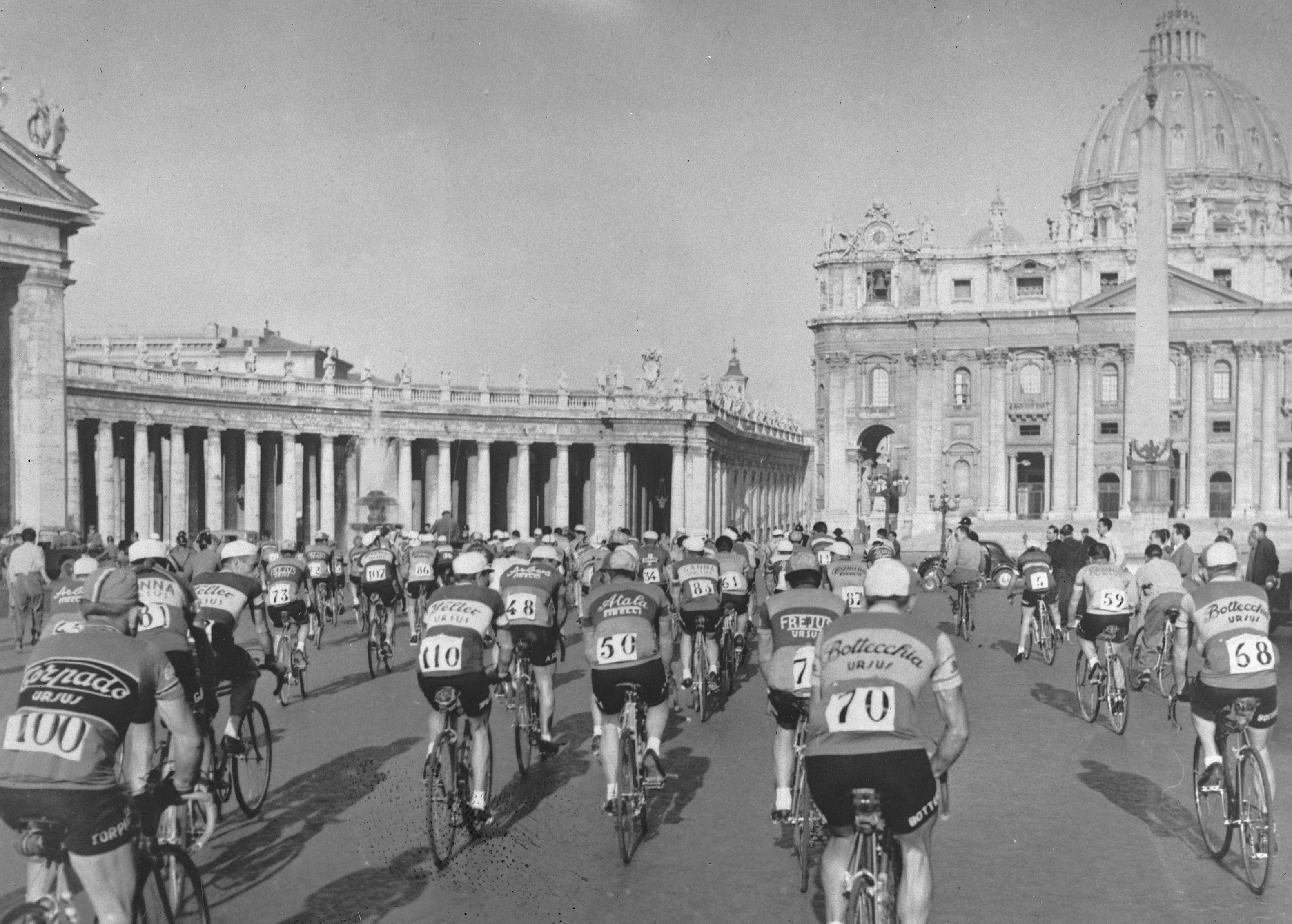
Fahrer auf dem Petersplatz 1953

Der Giro 1974 begann mit einer durch Papst Paul VI. zelebrierten Messe für die Fahrer auf dem Petersplatz. Für 1953 ist fotografisch belegt, dass die Fahrer über den Petersplatz fuhren. Ob dies auch bei anderen Durchfahrungen Roms vor 2000 der Fall war, ließ sich bislang nicht feststellen. 2000 endete der Prolog auf der Via della Conciliazione unmittelbar vor dem Petersplatz, und 2009 führte das abschließende Einzelzeitfahren unmittelbar an dessen Kolonnaden vorbei, ohne tatsächlich das Gebiet der Vatikanstadt zu berühren. 2025 durchquerte die Schlussetappe während der neutralisierten Startphase die Vatikanischen Gärten. Ursprünglich aus Anlass des katholischen Jubeljahrs geplant, war die Etappe dem kurz zuvor verstorbenen Papst Franziskus gewidmet.
| Jahr | Etappe | Start        | Ziel     | Bemerkung                        |
| ---- | ------ | ------------ | -------- | -------------------------------- |
| 1953 | 7      | Rom          | Grosseto | über den Petersplatz             |
| 1974 | 1      | Vatikanstadt | Formia   | Grande Partenza mit Gottesdienst |
| 2025 | 21     | Rom          | Rom      | neutralisierte Phase             |

### Vereinigtes Königreich

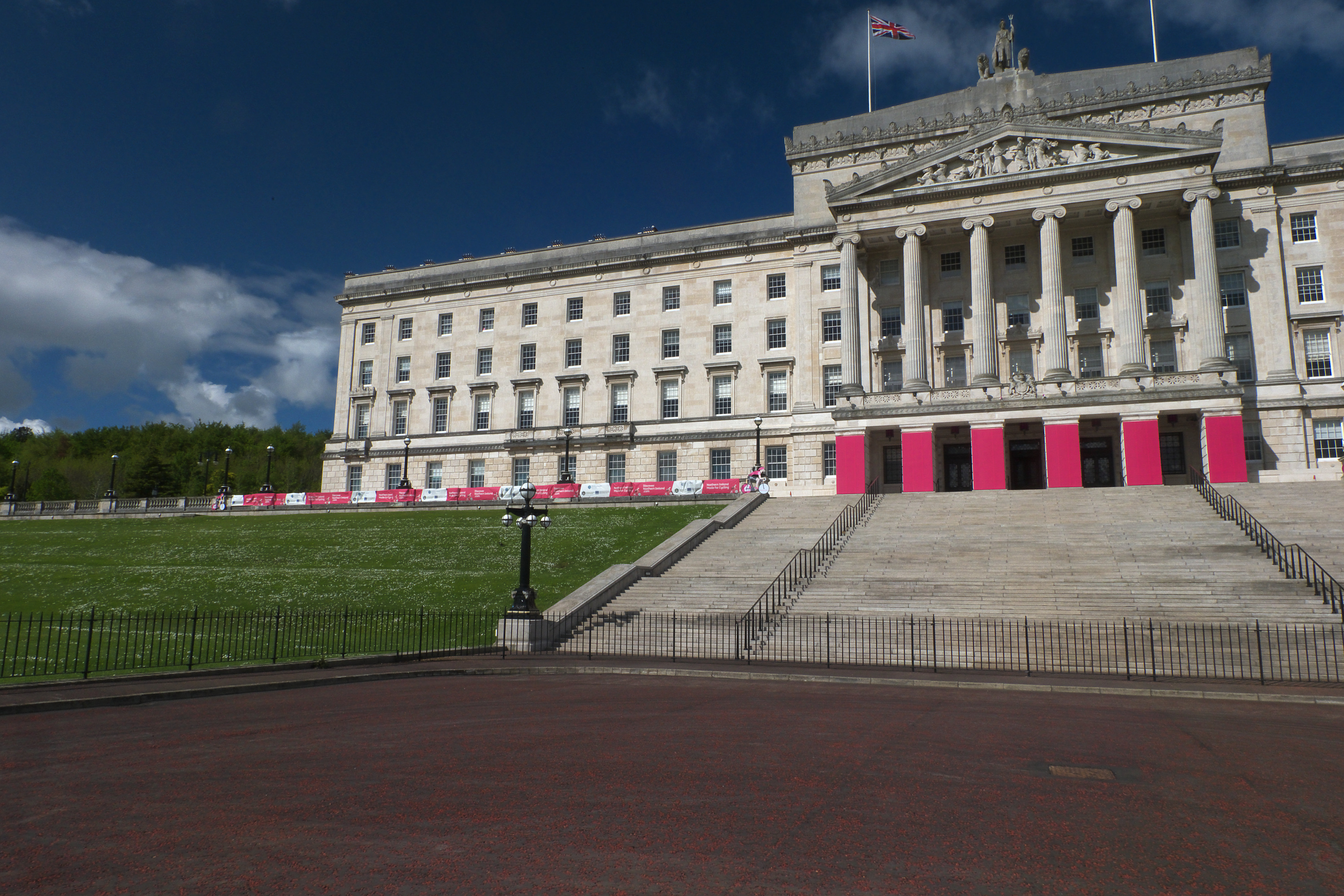
Das nordirische Parlament während des Giro 2014

2014 begann der Giro zum bisher einzigen Mal im Vereinigten Königreich, genauer in Nordirland. Beim Start in Belfast, wo 125 Jahre zuvor mit einem von John Dunlop entwickelten Luftreifen erstmals ein Rennen bestritten (und gewonnen) worden war, wurde eine Erinnerungsplakette an das Ereignis angebracht. Die dritte Etappe verband die beiden Landesteile der Insel.
| Jahr | Etappe | Start   | Ziel    | Bemerkung                                      |
| ---- | ------ | ------- | ------- | ---------------------------------------------- |
| 2014 | 1      | Belfast | Belfast | Grande Partenza, Mannschaftszeitfahren vor Ort |
| 2014 | 2      | Belfast | Belfast | Etappe zum Giant’s Causeway und zurück         |
| 2014 | 3      | Armagh  | Dublin  |                                                |

### Zeitungsarchive
- La Stampa (Archiv 1867–2006)
- Il Littoriale (Archiv 1928–1944 beim CONI)
- Corriere dello Sport (Archiv 1943–1972 beim CONI)
- L’Unità (Archiv 1946–2014)